# Diocèse de Sidon
Le diocèse de Sidon, ou diocèse de Sagette, était un diocèse suffragant de l'archevêque de Tyr dans le royaume latin médiéval de Jérusalem.

## Histoire
Avant l'arrivée des croisés en Syrie à la fin du XIe siècle, les évêques orthodoxes de Sidon étaient suffragants des archevêques de Tyr, qui étaient à leur tour soumis à l'autorité des patriarches orthodoxes d'Antioche,. Le premier roi de Jérusalem, Baudouin Ier, s'empare de Sidon avec l'aide des flottes vénitiennes et norvégiennes le 5 décembre 1110. Il cherche alors à s'assurer que tous les sièges de son royaume sont soumis aux patriarches latins de Jérusalem. Lui et le patriarche Gibelin de Sabran demandent au pape Pascal II d'autoriser l'extension de la juridiction du siège de Jérusalem pour inclure le diocèse de Sidon,. Le pape accepte leur proposition et déclare en 1111 que les limites des provinces ecclésiastiques devaient suivre les frontières politiques, rendant ainsi Sidon sous la dépendance de Jérusalem. Cependant, le patriarche latin d'Antioche, Bernard de Valence, dépose une objection auprès du Saint-Siège et empêche la nomination d'un évêque soumis à Jérusalem à Sidon.
À partir du XIVe siècle, Sidon devient un siège titulaire.

## Liste des évêques
- Bernard (1131–1153)
- Amalric (1153–1170)
- Eudes (1175–1190), mort durant le siège de Saint-Jean-d'Acre
- Raoul de Merencourt (1210–1214)
- Geoffrey Ardel (1236–1247)
- Jean de Saint Maxentius (1266–1267)
- Adam de Romery (nommé en 1274)
- Rostaing Condole (nommé en 1305)